# Tobias Lindner
Tobias Lindner né le 11 janvier 1982 à Karlsruhe,  est un économiste et homme politique allemand du Bündnis 90/Die Grünen, membre du Bundestag depuis 2011, en tant que membre de liste pour la Rhénanie-Palatinat.
Depuis le 8 décembre 2021, il est ministre d'État au ministère fédéral des Affaires étrangères.

## Biographie et études
Lindner est né le 11 janvier 1982 à Karlsruhe et a fréquenté le lycée de Wörth am Rhein. Après avoir obtenu son diplôme, il a effectué son service civil alternatif à l'Institut national pour l'environnement, la surveillance et la protection de la nature (LUBW) du Bade-Wurtemberg (en) à Karlsruhe. Il a poursuivi ses études en Génie Économique à l’Institut technologique de Karlsruhe (KIT) de 2002 à 2007.
Après avoir obtenu son diplôme, Lindner a continué à travailler pour la chaire de théorie économique en tant qu'assistant de recherche jusqu'en juin 2011, date à laquelle il a obtenu son doctorat en économie politique,. Aujourd'hui, Lindner vit dans sa ville natale de Wörth am Rhein.

## Carrière politique

### Carrière en politique locale
Lindner est membre de l'Association Alliance 90/Les Verts depuis 1998. Il a rejoint le Grüne Jugend, l'organisation de jeunesse du Parti Vert, en 1998 et a été élu porte-parole du Grüne Jugend dans le Land fédéral allemand de Rheinland-Pfalz en 2000.
De 2004 à 2011, Lindner a été président du comté et de la communauté de Germersheim Wörth am Rhein. Il est membre du conseil départemental de Germersheim depuis 2007 et dirige le parti parlementaire depuis 2009. De 2009 à 2011, il a été membre du conseil municipal de Wörth am Rhein ainsi que président du conseil parlementaire du comté. Il représente la Rhénanie-Palatinat au sein du comité national du Parti vert.

### Député

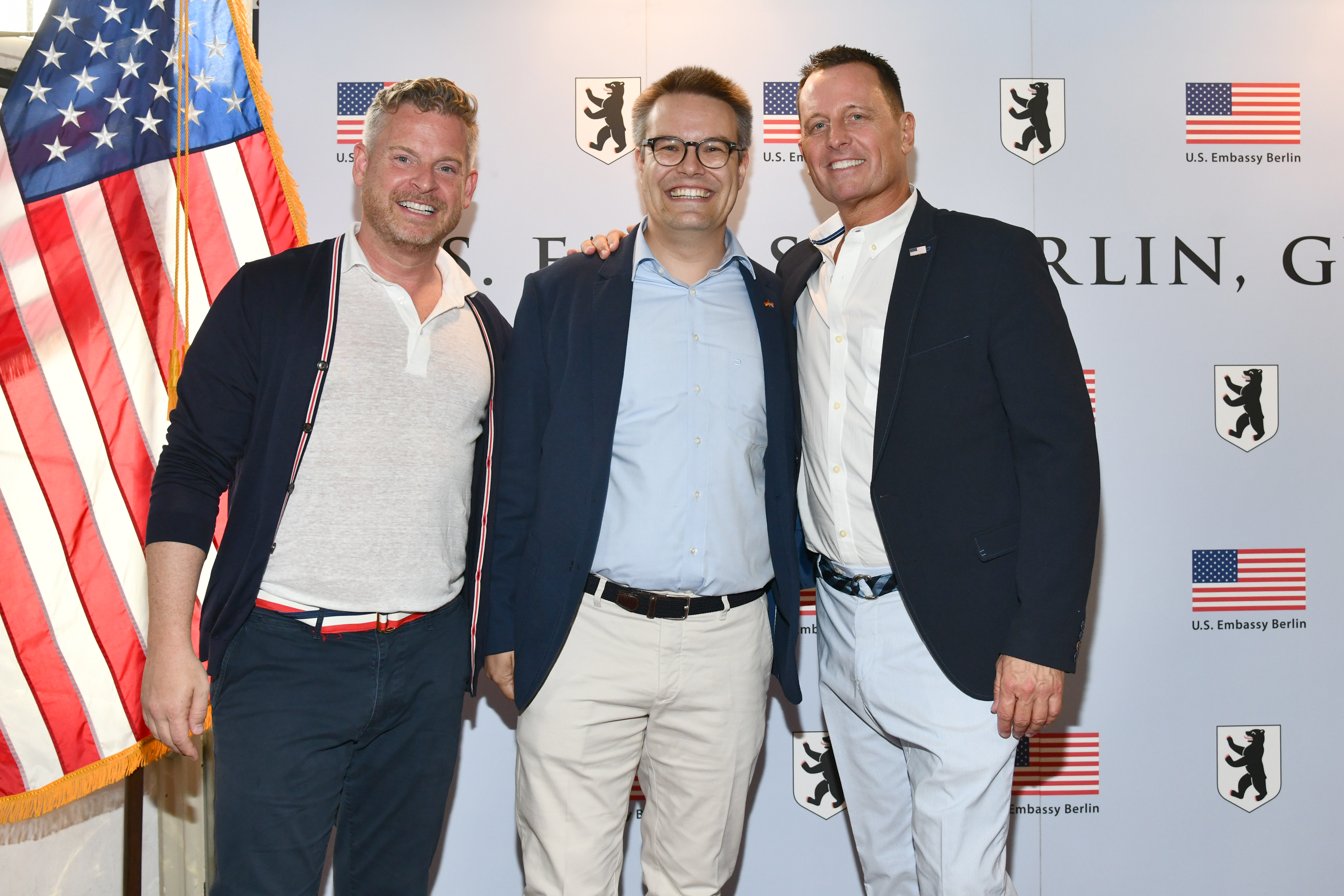
Lindner et l'ambassadeur américain en Allemagne Richard Grenell (à droite), juillet 2019

En juin 2011, Lindner est devenu membre du Parlement allemand en remplaçant Ulrike Höfken, qui avait démissionné. Il a siégé au comité du budget, au comité d'audit et au comité de la défense de 2011 à 2021.
À la commission du budget, Lindner a été rapporteur de son groupe parlementaire sur les budgets du ministère fédéral des Finances (2014-2017) ; le ministère fédéral des Affaires étrangères (2014-2017) ; la Cour des comptes fédérale (2014-2017) ; le ministère fédéral de la Défense (depuis 2014) ; le Bundesrat allemand (2014-2021) ; le ministère fédéral de l'Alimentation et de l'Agriculture (2018) ; le ministère fédéral de l'Intérieur, de la Construction et de la Communauté (2018-2021) ; et le commissaire fédéral à la protection des données et à la liberté d'information (en) (2018-2021). Au sein de la commission d'audit, il a couvert les budgets du ministère fédéral du Travail et des Affaires sociales. De 2018 à 2021, il a également siégé à la commission confidentielle ( Vertrauensgremium ) de la commission budgétaire, qui assure la surveillance budgétaire des trois services de renseignement allemands, le Service fédéral de renseignement, l'office fédéral de protection de la constitution et l'Amt für den Militärischen Abschirmdienst.
En plus de ses missions en commission, Lindner a été vice-président du groupe d'amitié parlementaire germano-irlandais (2011-2013) et du groupe d'amitié parlementaire germano-canadien (depuis 2014).
En décembre 2019, Lindner a déposé une plainte pénale pour l'effacement des données d'un téléphone portable appartenant à Ursula von der Leyen lorsqu'elle était ministre allemande de la Défense, invoquant une destruction délibérée présumée de preuves,.
Lors des négociations pour former une coalition dite des feux de circulation entre le Parti social-démocrate (SPD) et le Parti libre-démocrate (FDP) après les élections fédérales de 2021, Lindner faisait partie de la délégation de son parti au sein du groupe de travail sur la politique étrangère et la défense., coopération au développement et droits de l'homme, coprésidé par Heiko Maas, Omid Nouripour et Alexander Graf Lambsdorff.

## Positions politiques

### Achats militaires
Lorsque le ministre allemand de la Défense Thomas de Maizière a annulé le programme de drones de surveillance Euro Hawk, l'un des principaux projets de défense du gouvernement fédéral, qui a échoué parce qu'il n'était pas en mesure de remplir les exigences nécessaires pour être certifié pour voler dans l'espace aérien allemand, Linder a vivement critiqué le gouvernement pour « le plus grand désastre en matière d'approvisionnement des 20 dernières années ».
Lindner a qualifié l'accord de partage nucléaire de l'Allemagne de « contribution symbolique coûteuse, dangereuse et désuète pour avoir son mot à dire au sein de l'OTAN ».

### Relations avec le continent africain
Lindner a par le passé voté en faveur de la participation de l'Allemagne aux missions de maintien de la paix des Nations Unies ainsi qu'aux missions de maintien de la paix de l'Union européenne mandatées par les Nations Unies sur le continent africain, comme au Darfour/Soudan (2011, 2012, 2013, 2014 et 2015)., Soudan du Sud (2011, 2012, 2013, 2014 et 2015), Mali – EUTM Mali (2013, 2014 et 2015) et MINUSMA (2013, 2014 et 2015) – et Libéria (2015).
Sur la Somalie, Lindner a un bilan de vote mitigé. Il a d'abord soutenu l'opération Atalanta (2011), mais s'est depuis régulièrement abstenu lors des votes sur la prolongation du mandat de la mission (2012, 2013, 2014 et 2015). En 2014, 2015 et 2016, il a voté contre la prolongation du mandat de participation à l'EUTM Somalia.

## Autres activités
- Conférence de Berlin sur la sécurité, membre du conseil consultatif (depuis 2022)[9]
- Programmes internationaux pour journalistes (IJP), membre du conseil d'administration (depuis 2022)[10]
- Institut fédéral de l'immobilier (en)(BImA), membre du conseil de surveillance
- Fédération allemande des associations de recherche industrielle (AiF), membre du Sénat
- Deutsche Industrieforschungsgemeinschaft Konrad Zuse, membre du Sénat